# Berahle (woreda)
Berahle je jedna od 31 worede u regiji Afar u Etiopiji. Predstavlja dio Upravne zone 2. Njeno područje uključuje dio Afarske depresije. Graniči na jugu s Afderom i Abalom, na jugozapadu s regijom Tigraj, na zapadu s Konebom, na sjeveru s Dallolom, a na sjeveroistoku s Eritrejom. Glavna naselja su Berahle i Tiyarabora.
Prema podacima objavljenim od Središnje statističke agencije u 2005. godini, ova woreda je imala procijenjenih 41.455 stanovnika, od čega 18.840 muškaraca i 22.615 žena; 1.270 ili 3,06 % stanovništva živi u gradu, što je više od prosjeka Zone koji iznosi 2,7%. Ne postoje informacije o površini Berahle, pa se ne može izračunati gustoća stanovništva.